# Bell, Book & Candle

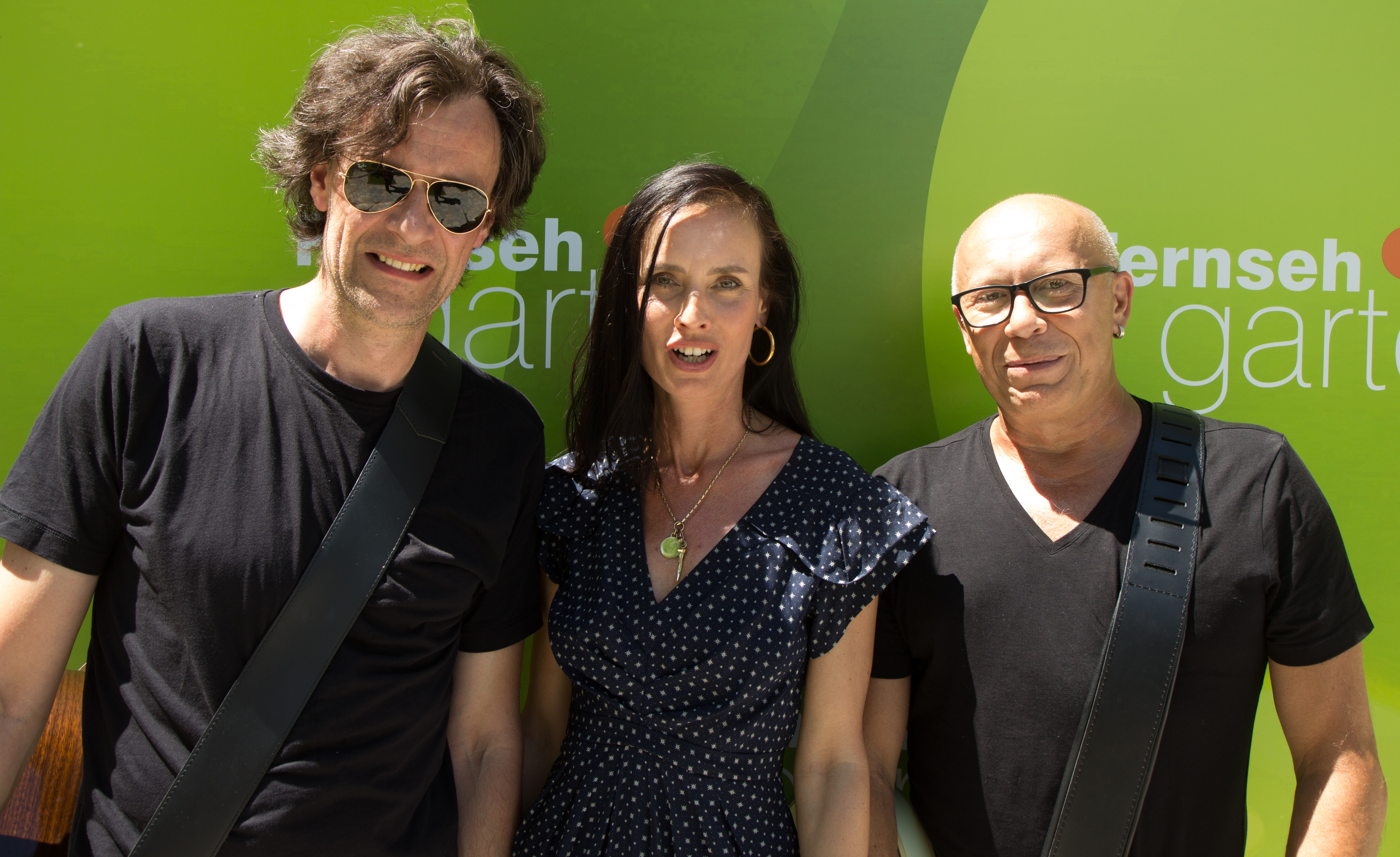
Bell Book & Candle

Bell Book & Candle – niemiecki zespół popowy i rocka alternatywnego. Założony został w 1995 roku w Berlinie przez pochodzących z dawnego NRD: Janę Gross (śpiew, ur. 1969), Andy’ego Birra (gitara, perkusja) oraz Hendrika Rödera (bas).
Ich debiutancki album Read My Sign ukazał się w 1998 roku; wydała go lokalna wytwórnia Turbo Beat. Na albumie znalazł się przebój „Rescue Me”. Płyta miała swoją amerykańską reedycję w 1999 roku.
Andy Birr jest synem Dietera „Machine” Birra, wokalisty i gitarzysty kultowego enerdowskiego zespołu rockowego Puhdys. Natomiast Hendrick Röder jest synem klawiszowca Petera „Eingehängt” Meyera (również Puhdys).

## Dyskografia

### Albumy
| Rok  | Tytuł        | Pozycja na liście | Pozycja na liście | Pozycja na liście | Pozycja na liście | Pozycja na liście |
| Rok  | Tytuł        | Niemcy            | Austria           | Szwajcaria        | Polska            | Szwecja           |
| ---- | ------------ | ----------------- | ----------------- | ----------------- | ----------------- | ----------------- |
| 1998 | Read My Sign | 4                 | 10                | 7                 | 12                | 42                |
| 1999 | Longing      | -                 | -                 | -                 | 98                | -                 |
| 2001 | The Tube     | 85                | -                 | -                 | 62                | -                 |
| 2002 | Prime Time   | -                 | -                 | -                 | -                 | -                 |
| 2005 | Bigger       | -                 | -                 | -                 | -                 | -                 |

### Single
| Rok  | Tytuł                                   | Pozycja na liście | Pozycja na liście | Pozycja na liście | Pozycja na liście | Pozycja na liście | Album        |
| Rok  | Tytuł                                   | Niemcy            | Austria           | Szwajcaria        | Polska            | Szwecja           | Album        |
| ---- | --------------------------------------- | ----------------- | ----------------- | ----------------- | ----------------- | ----------------- | ------------ |
| 1997 | „Rescue Me”                             | 3                 | 2                 | 6                 | 2                 | 8                 | Read My Sign |
| 1997 | „Read My Sign”                          | 59                | 26                | 39                | 8                 | -                 | Read My Sign |
| 1998 | „See Ya”                                | -                 | -                 | -                 | 30                | -                 | Read My Sign |
| 1998 | „Bliss in My Tears”                     | 79                | -                 | -                 | 29                | -                 | Longing      |
| 1999 | „Fire and Run”                          | -                 | -                 | -                 | 10                | -                 | Longing      |
| 2000 | „Baby You Know”                         | -                 | -                 | -                 | -                 | -                 | Longing      |
| 2001 | „Catch You”                             | -                 | -                 | -                 | 20                | -                 | The Tube     |
| 2001 | „In the Witchin' Hour”                  | -                 | -                 | -                 | -                 | -                 | The Tube     |
| 2003 | „On High”                               | -                 | -                 | -                 | -                 | -                 | Prime Time   |
| 2005 | „Universe”                              | 84                | -                 | -                 | 56                | -                 | Bigger       |
| 2005 | „Alright Now”                           | -                 | -                 | -                 | -                 | -                 | Bigger       |
| 2005 | „Light Up the Stars” (ze Stamping Feet) | -                 | -                 | -                 | -                 | -                 | -            |
| 2006 | „Louise”                                | -                 | -                 | -                 | -                 | -                 | Bigger       |

## Albumy wraz z listami utworów
| 1. „Hurry Up” 2. „Read My Sign” 3. „Still Points” 4. „Heyo” 5. „Imagine” 6. „Realize” 7. „Rescue Me (Let Your Amazement Grow)” 8. „Dark Moon” 9. „Rhapsody in Blue” 10. „See Ya” 11. „Hear Me” 12. „So Right” 13. „Destiny” 1. „Catch You” 2. „Get Out” 3. „From Yesterday” 4. „Watching a Wonder” 5. „Fly Over the Rainbow Sky” 6. „Younger” 7. „In the Witchin' Hour” 8. „No Day But Today” 9. „Back in My Dreams” 10. „I'm Gonna Make You Mine” 11. „Won't You” 12. „The Usual Thing” 13. „You See What I See” | 1. „Prelude” 2. „Longing” 3. „I've Got No Time” 4. „Silversun” 5. „Some People” 6. „Rising Sun” 7. „Search Me” 8. „Bliss in My Tears” 9. „Killer of Today” 10. „Fire and Run” 11. „February” 12. „Why” 13. „Baby You Know” 1. „My Kitchen” 2. „Cheeky Monkey” 3. „Choose Just Me” 4. „Do You Love Me” 5. „On High” 6. „I Find No Sleep” 7. „Think About It” 8. „Runnaway” 9. „Prime Time” 10. „Meaning of My Heart” 11. „She's Real” 12. „Tonight” 13. „Change My Mind” |

### Bigger(2005)
1. „Universe”
2. „I Was Wrong”
3. „Bigger Picture”
4. „Alright Now”
5. „Louise”
6. „Hunting”
7. „I Find No Sleep”
8. „Dusk Begins to Fall”
9. „Run Away”
10. „You Bring Me Summer”
11. „Day and Night”
12. „Louise” (orchestral version)